# Ariana Nozeman
Ariana Nozeman, auch Ariana Noseman oder Ariana Nooseman, geboren als Ariana van den Bergh (* 1626/28 in Middelburg; † 7. Dezember 1661 in Amsterdam) war die erste Berufsschauspielerin in den Niederlanden. Ihr Debüt gab sie 1655 auf der Amsterdamer Bühne. Bis zu dieser Zeit wurden Frauenrollen meist von Männern gespielt.

## Leben

### Wandertruppe
Ariana Nozeman war die Tochter des Schauspielers und Dichters Adriaan van den Bergh. Vermutlich stand sie schon als Kind auf der Bühne, denn ihr Vater hatte eine Wandertruppe, die durch Europa reiste. Bei diesen Theatergruppen, die meistens aus Verwandten bestanden, war es üblich, dass die Frauen und Kinder mitspielten.
Später spielte sie wahrscheinlich bei den Erzherzöglichen Brüsseler Komödianten, geleitet von Jan Baptist van Fornenbergh. Diese Truppe, die zwischen 1649 und 1654 in Norddeutschland und Skandinavien umherzog, spielte nicht nur auf Marktplätzen, sondern auch an Fürstenhöfen, unter anderem dem des Herzogs Friedrich III. (Schleswig-Holstein-Gottorf). Auch in Flensburg, Rensdorf und Neumünster traten sie auf. Sie spielten in holländischer Sprache, die damals im Norden Deutschlands gut verstanden wurde, da sie dem Plattdeutschen ähnelte. In Schweden hatten sie Auftritte vor Königin Christina (1653). Während einer Tournee im Jahre 1649 heiratete Ariana den Schauspieler Gillis Nozeman in der evangelisch-reformierten Kirche von Altona.

### Erste Balletttänzerin

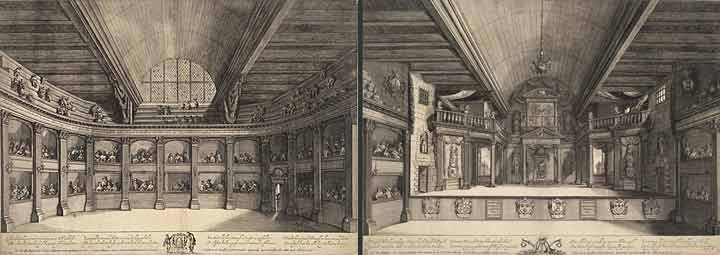
Interieur Schouwburg van Van Campen: links der Saal, rechts die Bühne (Kupferstich von Salomon Savery)

Der Name von Ariana Nozeman erschien am 30. Juni 1655 zum ersten Mal in den Rechnungen des Amsterdamer Theaters (Schouwburg van Van Campen) am Keizersgracht. Die Schauspielerin empfing 76,50 Gulden für 17 Auftritte. Ihr Honorar war höher als das der meisten männlichen Schauspieler. Sie verdiente sogar mehr als ihr Mann, dem Meisterkomödianten Gillis Nozeman, weil sie ihre eigenen kostbaren Kostüme benutzte.
Vermutlich bekam sie als Frau eine Chance auf der Bühne, weil sechs Schauspieler kurz zuvor das Amsterdamer Theater verlassen hatten. 
Ihr Debüt machte sie am 19. April 1655 in einem Schauspiel, das schon im Jahre 1644 geschrieben wurde und im alten Rom spielte, und das zufällig ihren Namen trug: „Unvergleichbare Ariana“. Kurz nach Arianas Début brach in Amsterdam die Pest aus, und das Theater musste ein halbes Jahr schließen. 
Ariana Nozeman spielte meist ernsthafte Rollen, u. a. geschrieben von Jacob Cats und Jan Vos. Sie war die erste Schauspielerin, die in Amsterdam in dem historischen Bühnenstück „Gijsbrecht van Aemstel“ von Joost van den Vondel, im 17. Jahrhundert der bekannteste Dichter Hollands, Badeloch darstellte. Selten spielte sie in Possen oder Komödien. Eine Ausnahme war ihre Hauptrolle in der Posse „Lichte Klaartje“ (Leichtes Klärchen), die ihr Mann geschrieben hatte und in der sie auch sang. Sie war auch die erste Frau, die als Balletttänzerin auftrat. 
Die Nozemans waren das erste Schauspielerpaar in der Theatergeschichte der Niederlande. Ihre Tochter Maria Nozeman (* 1652) folgte dem Talent ihrer Mutter; sie stand schon als sechsjähriges Mädchen auf der Bühne. Neben ihrem Beruf als Schauspieler, führten die Nozemans noch das Wirtshaus „Das Kamel“ am Singel, einer der Amsterdamer Grachten.

### Kalvinistischer Widerstand
Arianas öffentliches Auftreten auf der Bühne wurde von der strengen Holländischen Reformierten Kirche sicherlich nicht gutgeheißen. Das Theater war den kalvinistischen Pfarrern ein ständiges Ärgernis. Aber die Republik Holland war auch eine Weltmacht, und ihre Hauptstadt war in Europa berühmt wegen ihrer Toleranz und Freiheit. Verbannte Schriftsteller und Philosophen wie Descartes und Locke waren in Amsterdam willkommen. Ihre Werke konnten dort ebenso wie erotische oder pornographische Werke gedruckt werden.
Sie starb in Amsterdam am 7. Dezember 1661. Drei Monate zuvor hatte sie ihren einzigen Sohn, den siebenjährigen Mathijs verloren.  Die Schauspielerin wurde in der Oude Kerk begraben. Ihr Tod war ein großer Verlust für das Theater. Unmittelbar nach ihrer Beerdigung kontaktierte die Theaterleitung vier neue Schauspielerinnen, um Ariana zu ersetzen. 
Dreihundert Jahre nach ihrem Debüt im Jahre 1655 bekam Ariana Nozeman die Anerkennung, die ihr als der ersten holländischen Berufsschauspielerin zukam. Die Amsterdamer Stadtverwaltung ehrte sie, indem sie eine Straße nach ihr benannte.